# Aplocera cypria
Aplocera cypria là một loài bướm đêm trong họ Geometridae.